# Починки (Великоберезниківський район)
Почи́нки (рос. Починки, ерз. Починки) — село у складі Беликоберезниківського району Мордовії, Росія. Адміністративний центр Починківського сільського поселення.

## Населення
Населення — 339 осіб (2010; 360 у 2002).
Національний склад (станом на 2002 рік):
- росіяни — 96 %